# St. Joseph's College
Le St. Joseph’s College est un établissement privé catholique d'enseignement secondaire situé dans le village de Sasse à Buéa dans la région du Sud-Ouest du Cameroun. Elle est fondée en 1939 par les Missionnaires de Mill Hill à l'époque du Cameroun britannique. 

## Histoire
En 1937, le St. Joseph's College débute timidement dans le village de Bonjongo. Les missionnaires de Mill Hill transfèrent l'établissement à Sasse en 1939 en tant que petit séminaire où la plupart des étudiants obtiennent leur diplôme et sont partis au grand séminaire d'Owerri, au Nigeria. Inauguré au départ avec deux dortoirs seulement, une cuisine, un laboratoire de sciences et une poignée d'étudiants, l'école se développe à pas de géant.
En septembre 2018, lors de la crise anglophone, un commando armé fait irruption dans l'école, blessant au moins 20 personnes. L'attaque est attribuée à des séparatistes.

## Formation

### Enseignements
Affilié à la foi catholique en tant qu'institution exclusivement masculine, il dispense un enseignement au niveau du premier cycle et du lycée, offrant des programmes en sciences et en arts. En 2012, le St. Joseph's College reçoit le prix de la meilleure école d'Afrique de l'Ouest.

## Maisons
Le St. Joseph's College dispose neuf maisons toutes nommées d'après des saints de l'église catholique, qui sont : 
- Saint Kizito
- Saint Aquin
- Saint Paul
- Saint Jacques
- Saint Georges
- Saint Pierre
- Saint Augustin
- Saint Marin
- Saint Martin

## Direction
Le St. Joseph's College connaît 21 directeurs, le premier étant le révérend-père Aloys Schgor. Après que les révérends-pères européens sèment les graines de l'établissement, les révérends-pères indigènes poursuivent les efforts. Le premier directeur indigène est le révérend-père Lucas Atang. Il succède au révéren-père L. Flinn, en 1970. Tous les directeurs sont des révérends-pères, sauf Ferdinand E. Ngando, qui est directeur de 1977 à 1992. Il passe la main à James Toba.

## Personnalités liées

### Étudiants
- Peter Mafany Musonge
- Victor Anomah Ngu
- Felix Agbor Balla